# Lewiston (Idaho)
Lewiston er en amerikansk by og administrativt centrum i det amerikanske county Nez Perce County, i staten Idaho. I 2006 havde byen et indbyggertal på 31.293.

## Ekstern henvisning
- Lewistons hjemmeside (engelsk)

46°24′01″N 117°00′04″V / 46.400245°N 117.00103°V